# Меленки (Богородський міський округ)
Меле́нки (рос. Меленки) — присілок у складі Богородського міського округу Московської області, Росія.

## Населення
Населення — 10 осіб (2010; 11 у 2002).
Національний склад (станом на 2002 рік):
- вірмени — 64 %